# Episodi di I Love Arlo
La prima stagione della serie animata I Love Arlo è stata distribuita da Netflix dal 27 agosto 2021 in tutti i paesi in cui è presente in servizio.
| N. | Titolo originale     | Titolo italiano            | Pubblicazione USA | Pubblicazione italia |
| -- | -------------------- | -------------------------- | ----------------- | -------------------- |
| 1  | Friendship Couch     | Il divano dell'amicizia    | 27 agosto 2021    | 27 agosto 2021       |
| 2  | A Memory of Pizza    | Ricordo di una pizza       | 27 agosto 2021    | 27 agosto 2021       |
| 3  | Be the Turtle        | Fai la tartaruga           | 27 agosto 2021    | 27 agosto 2021       |
| 4  | The Shedding         | La muta                    | 27 agosto 2021    | 27 agosto 2021       |
| 5  | Community Garden     | Il giardino della comunità | 27 agosto 2021    | 27 agosto 2021       |
| 6  | Blow Out             | L'acconciatura             | 27 agosto 2021    | 27 agosto 2021       |
| 7  | In the Blue with You | Nel blu con te             | 27 agosto 2021    | 27 agosto 2021       |
| 8  | Jeromio, Jeromio     | Jeromio, Jeromio           | 27 agosto 2021    | 27 agosto 2021       |
| 9  | Make a Fish          | Esprimi un desiderio       | 27 agosto 2021    | 27 agosto 2021       |
| 10 | Frogday the 13th     | Venerdì 13                 | 27 agosto 2021    | 27 agosto 2021       |
| 11 | Swamp Itch           | Il prurito                 | 27 agosto 2021    | 27 agosto 2021       |
| 12 | Moody Tuesday        | Martedì lunatico           | 27 agosto 2021    | 27 agosto 2021       |
| 13 | Lily Lost & Found    | Lily oggetti smarriti      | 27 agosto 2021    | 27 agosto 2021       |
| 14 | Stay Cool            | State al fresco            | 27 agosto 2021    | 27 agosto 2021       |
| 15 | Tony Baloney         | Tony il bugiardo           | 27 agosto 2021    | 27 agosto 2021       |
| 16 | Get Lost!            | Spariti!                   | 27 agosto 2021    | 27 agosto 2021       |
| 17 | Goin' it Arlone      | CavArlo da solo            | 27 agosto 2021    | 27 agosto 2021       |
| 18 | Alro                 | Alro                       | 27 agosto 2021    | 27 agosto 2021       |
| 19 | The Uncondemning     | Di nuovo agibile           | 27 agosto 2021    | 27 agosto 2021       |

## Il divano dell'amicizia
- Diretto da Nick Sumida
- Sceneggiatura di Nick Arciaga, Colleen McAllister, Blake Lemons e Eric Rivera

Arlo si sente spesso solo e abitare senza nessun altro può essere difficile per lui... nonché per la vicina Bertie, che avrebbe proprio bisogno di un po' di tempo per sé.
Canzone: The Way di Arlo e Bertie

## Ricordo di una pizza
- Diretto da Carder Scholin
- Sceneggiatura di Eric Rivera

Il sindaco di New York fa visita a Lungomare sul Mare! Ora spetta ad Arlo e ai suoi amici fare in modo che la loro nuova città non sia chiusa definitivamente.

## Fai la tartaruga
- Diretto da Angelica "Jelly" Russell and Nick Sumida
- Sceneggiatura di Colleen McAllister

Arlo affida un lavoro importante alla tigre Alia, ma gli altri non sono del tutto convinti che lei riuscirà a concentrarsi, visto quanto facilmente si distrae.
Canzone: Slow Walk di Alia

## La muta
- Diretto da Carder Scholin
- Sceneggiatura di Eric Rivera

Arlo cambia pelle e quando i suoi amici lo scambiano per un fantasma... l'imbarazzato alligatore cerca di nascondere loro la verità.

## Il giardino della comunità
- Diretto da Blake Lemons
- Sceneggiatura di Eric Rivera and Clay Senechal

Bertie trova un posto in cui godersi un po' di tranquillità da sola, ma Arlo sparge la voce e... il luogo diventa uno spazio verde per la comunità del quartiere.
Canzoni: Community Garden di Arlo; Even in a Garden di Bertie
L'acconciatura
- Diretto da Nick Sumida
- Sceneggiatura di Nick Arciaga

Perliccia si sente esausta per il troppo lavoro e chiede ad Arlo di assumere il ruolo di assistente nel suo salone.

## Nel blu con te
- Diretto da Carder Scholin
- Sceneggiatura di Colleen McAllister

Arlo è triste perché suo padre non sembra entusiasta all'idea di portare il figlio a pesca con sé.
Canzone: In the Blue di Arlo e Ansel

## Jeromio, Jeromio
- Diretto da Nick Sumida
- Sceneggiatura di Nick Arciaga, Blake Lemons e Colleen McAllister

Jeromio fugge in città e Arlo cerca un modo di aiutare il suo amico a sentirsi a casa anche quando è lontano dalla palude.

## Esprimi un pesciderio
- Diretto da Carder Scholin
- Sceneggiatura di Nick Arciaga

Bertie getta una moneta in una fontana. Marcellus le esaudisce il desiderio e, quando i visitatori cominciano ad arrivare a frotte, intravede un'opportunità commerciale.
Canzone: Marcellus Opera di Marcellus

## Venerdì 13
- Diretto da Nick Sumida
- Sceneggiatura di Nick Arciaga

Arlo si prepara per andare in vacanza e chiede a Bertie di occuparsi di Jeromio, un compito che si rivela molto più arduo del previsto.

## Il prurito
- Diretto da Carder Scholin
- Sceneggiatura di Blake Lemons

Quando Arlo è colto da un forte attacco di prurito, Ansel presta assistenza al figlio per farlo guarire.

## Martedì lunatico
- Diretto da Angelica "Jelly" Russell e Nick Sumida
- Sceneggiatura di Colleen McAllister

Il buonumore di Bertie si inacidisce quando il suo cono gelato le cade a terra e l'atmosfera normalmente allegra si fa cupa per tutti i suoi amici.
Canzone: I Can Lift You Up di Bertie, Arlo, Furlecia, Tony e Alia

## Lily Oggetti Smarriti
- Diretto da Angelica "Jelly" Russell e Nick Sumida
- Sceneggiatura di Nick Arciaga

Lily, una creatura metà umana e metà aragosta che ama appropriarsi di cose non sue, si trasferisce in città. Arlo riuscirà a farla cambiare?.

## Stare al fresco
- Diretto da Carder Scholin
- Sceneggiatura di Colleen McAllister e Eric Rivera

Lungomare sul Mare è in preda ad un'ondata di caldo e gli amici di Arlo lo convincono a prendere in prestito lo yacht di suo padre per un giro rinfrescante sull'acqua.

## Tony il bugiardo
- Diretto da Angelica "Jelly" Russell e Nick Sumida
- Sceneggiatura di Nick Arciaga

Tony non vuole che i suoi genitori siano delusi vedendo che non è un criminale quando vengono a trovarlo e, per farso bello ai loro occhi, chiede alla banda di assecondarlo.

## Spariti!
- Diretto da Carder Scholin
- Sceneggiatura di Colleen McAllister

Bertie cerca l'ispirazione necessaria per finire una canzone che sta scrivendo in occasione dell'imminente festa di non-bocciatura per Lungomare sul Mare.
Canzone: Just Another Night in New York di Bertie

## CavArlo da solo
- Diretto da Angelica "Jelly" Russell
- Sceneggiatura di Nick Arciaga

,Mentre tutti lavorano sodo per far risplendere Lungomare sul Mare, Arlo decide di rimboccarsi le maniche e riparare la vecchia ruota panoramica.
Canzone: Coming Together di Arlo, Bertie, Furlecia, Alia, Tony and Marcellus

## Alro
- Diretto da Carder Scholin
- Sceneggiatura di Grant Lossi

Arlo e Bertie indagano sul caso del pacco scomparso, ignari del fatto che un mistero ben più grande sta per catturare la loro attenzione.

## Di nuovo agibile
- Diretto da Angelica "Jelly" Russell, Carder Scholin e Nick Sumida
- Sceneggiatura di Blake Lemons e Colleen McAllister

Arlo e gli amici cercano in tutti i modi di salvare Edmee in un viaggio che li porta fino alla palude, dove però trovano la temibile avversaria Lady Pantano.
Canzoni: Back to You di Arlo; Ruff and Stucky di Ruff e Stucky; The Bog Lady di Lady Pantano; As Long as We Got Each Other di Arlo, Bertie e tutti gli altri